# Reccino Van Lommel
Reccino Van Lommel (Turnhout, 30 mei 1986) is een Belgisch Vlaams-nationalistisch politicus voor het Vlaams Belang.

## Levensloop
Van Lommel studeerde in 2009 af als handelsingenieur aan de Universiteit van Hasselt. Van 2010 tot 2011 werkte hij als analist van bedrijfsprocessen en kwaliteitsassistent en van 2011 tot 2014 operationeel directeur van de groep bij het bouwbedrijf Columbus Steel. In 2013 werd hij zaakvoerder van het consultancybureau Fibonacci waarbij hij zich vooral specialiseerde in het operationeel begeleiden en verbeteren van bedrijven.
Van 2006 tot 2013 was hij voorzitter van de Vlaams Belang-afdeling van Turnhout, waar hij sinds januari 2012 gemeenteraadslid is. In 2012 werd hij eveneens lid van het nationale partijbestuur van het Vlaams Belang onder leiding van Gerolf Annemans en bestuurslid van de Vlaams Belang Jongeren (VBJ). In oktober 2014 volgde Van Lommel Tom Van Grieken op als voorzitter van de VBJ. Hij bleef dit tot in januari 2016 en werd opgevolgd door Bart Claes.
Bij de federale verkiezingen van 26 mei 2019 werd Van Lommel vanop de derde plaats van de Antwerpse VB-lijst verkozen in de Kamer van volksvertegenwoordigers. Hij ging er onder meer zetelen in de Commissie voor Economie, Consumentenbescherming en Digitale Agenda en de Commissie voor Energie, Leefmilieu en Klimaat en volgde met name de dossiers rond kernenergie op.
Bij de verkiezingen van juni 2024 werd hij vanop dezelfde plaats herkozen in de Kamer. Hij werd er vervolgens ondervoorzitter van de commissie Economie, Consumentenbescherming en Digitalisering.